# جون باريت (لاعب كرة قدم أمريكية)
جون باريت (بالإنجليزية: John Barrett)‏ هو لاعب كرة قدم أمريكية أمريكي، ولد في 25 فبراير 1899 في هوليوك في الولايات المتحدة، وتوفي في 30 سبتمبر 1966 في ديترويت في الولايات المتحدة.

## وصلات خارجية
- جون باريت على موقع مرجع كرة القدم المحترفة.كوم (الإنجليزية)